# Mohr und die Raben von London (Roman)
Mohr und die Raben von London ist ein erstmals 1962 erschienenes Jugendbuch von Ilse und Vilmos Korn.

## Inhalt
London, Oktober 1851. Die Geschwister Joe und Becky Kling leben mit ihren Eltern und Geschwistern in sehr armen Verhältnissen in St. Giles in London. Der 13-jährige Joe und seine Mutter arbeiten in der Textilfabrik Cross and Fox in Whitechapel, Becky muss unentgeltlich für die Händlerin „Quaddle“ arbeiten. Der Vater ist arbeitslos, der ältere Bruder Billy alias King ist Anführer einer Jugendbande in den Docks. Eines Tages lernen die Kinder Karl Marx kennen, der unter dem Spitznamen  Mohr (wegen seiner schwarzen Kopf- und Barthaare) in London lebt und den Kindern hilfreich zur Seite steht. Weil Joe sich gegen das System in der Textilfabrik auflehnt, werden er und seine Mutter eines Diebstahls beschuldigt und ungerechtfertigt gestraft. Die Armut und die Kinderarbeit werden in dem Buch anschaulich geschildert, ebenso wie die Lebensumstände und das Familienleben des Karl Marx in London. Auch Helena Demuth, Friedrich Engels und Wilhelm Liebknecht treten in Erscheinung.
Karl Marx lebte ab 1849 in London und arbeitete dort unter anderem als Redakteur für die New York Daily Tribune. Während dieser Zeit berichtete er tatsächlich von den Lebensverhältnissen in England, insbesondere über die im Buch beschriebene Armut und die Kinderarbeit in der Textilindustrie. Die Handlung ist jedoch, von historischen Fakten abgesehen, fiktiv. Am Rande der Erzählung werden Grundzüge des Märchens Hans Röckle eingefügt, welche später als Buch und Verfilmung erschienen. Marx sagte: „Das Land Morgen und Übermorgen ist kein Traumgespinst. Die Menschen werden den Weg in dieses Land finden, so lang und dornenvoll er auch sein mag.“
Die Geschichte endet mit einem Rückblick des gealterten Joe auf die Erfolge der Arbeiterbewegung, einer Erwähnung der Russischen Revolutionen von 1905 und 1917 sowie einem Ausblick auf die Entwicklung des sozialistischen Lagers.

## Veröffentlichungen
Das Buch wurde in der DDR vom Kinderbuchverlag Berlin sowie dem Volk und Wissen Verlag mehrfach publiziert. Später übernahm dies die Eulenspiegel Verlagsgruppe. Außerdem erschienen belarussische, ukrainische, litauische, lettische, estnische und rumänische Versionen.

## Rezeption in der DDR
Das Werk wurde in der DDR im Deutschunterricht der Allgemeinbildenden Polytechnischen Oberschule (POS) behandelt. Auszüge davon befanden sich im Lehrbuch der 6. Klassenstufe. Teilweise wurde es im Unterricht als ganzes gelesen und besprochen.
Die Intention des Buches entsprach dem anerkannten Anliegen, Kindern ein positives Verhältnis zum sozialistischen Gesellschaftsprojekt zu vermitteln. Die Auswirkungen der kapitalistischen Produktionsweise auf das Leben der Arbeiterklasse als Anlass der theoretischen Arbeit von Marx und Engels darzustellen, dient als Einstieg in und positive Einstimmung für eine spätere Befassung mit dem Konzept Marxismus-Leninismus, wie auch als Prävention gegen Antikommunismus. Der Roman transportiert daher bewusst parteiliche und agitatorische Momente des „ideologischen Klassenkampfes“.
Die Autoren wurde mit dem Theodor-Fontane-Preis für Kunst und Literatur für das Jahr 1963 geehrt, beim Preisausschreiben des Ministeriums für Kultur zur Förderung der sozialistischen Kinder- und Jugendliteratur erhielten sie 1964 seinen Sonderpreis.
Das Buch wurde 1969 von der DEFA unter der Regie von Helmut Dziuba als Mohr und die Raben von London verfilmt.